# Ramón Mesonero Romanos

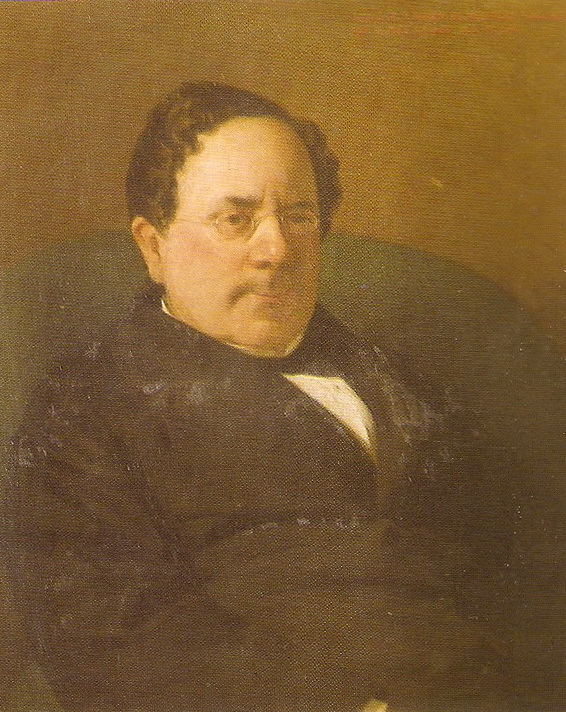
Retrat de Ramón de Mesonero Romanos por Casado del Alisal (Ateneo de Madrid).

Ramón Mesonero Romanos (Madrid, 19 de juliol de 1803 - Madrid, 30 d'abril de 1882) va ser un escriptor espanyol. Els seus estudis històrics i articles de costums dedicats a la capital espanyola li van fer creditor dels títols de cronista i bibliotecari perpetu de la vila de Madrid.

## Biografia
Era fill d'una influent família madrilenya. El seu pare, Matías Mesonero, natural de Salamanca i aficionat a la literatura, va morir en 1820, deixant Ramón a càrrec dels negocis familiars.
El Trienni Liberal va marcar profundament a l'autor amb la seva atmosfera liberal i revolucionària, a tal extrem que es va allistar com a milicià nacional amb tot just divuit anys. En aquells dies va publicar els seus primers quadres de costums: Mis ratos perdidos o ligero bosquejo de Madrid en 1820 y 1821 (Madrid, Imp. de Don Eusebio Álvarez, 1822).
En el terreny literari s'interessà sobretot per Leandro Fernández de Moratín, Bartolomé José Gallardo i Sebastián de Miñano, i llegí als dramaturgs del Segle d'Or: Tirso de Molina, Lope de Vega, Pedro Calderón de la Barca, Agustín Moreto o Francisco Rojas Zorrilla. També fou un entusiasta de l'òpera italiana.
Va ser distingit membre de la tertúlia «El Parnasillo» i va formar part de la «Partida del Tro»: José d'Espronceda, Ventura de la Vega, Patricio de la Escosura Morrogh, Miguel de los Santos Álvarez, Mariano José de Larra, Romero Larrañaga, Pelegrín, Segòvia, entre altres romàntics d'esperit il·lustrat, artistes, dramaturgs i empresaris. El més unit a Mesonero va ser potser José María Carnerero, periodista i dramaturg, que ho va introduir en els mitjans periodístics més importants de l'època. Juan Grimaldi, director del Teatro del Príncipe i autor de la cèlebre comèdia de màgia La pata de cabra, va ser un altre dels col·legues d'«El curioso parlante», àlies amb el qual Mesonero signava els seus escrits.
En aquells dies va començar a experimentar inquietuds urbanístiques. El canvi que va experimentar Madrid durant aquests anys va ser motiu per a nombroses sortides a l'estranger amb curiositat per la fisonomia urbana que imperava en diferents contextos geogràfics. Des d'agost de 1833 a maig de 1834 Mesonero Romanos viatjarà a França. Només parcialment han arribat fins a nosaltres els Fragmentos de un diario de viaje, publicats pels fills de l'escriptor en el centenari del seu naixement. La seva segona sortida a l'estranger queda reflectida en la seva obra Recuerdos de viaje por Francia y Bélgica; no obstant això va recórrer molts altres regnes d'Europa en temps de regència de Maria Cristina, tal com consta en els Trabajos no coleccionados publicats pels seus fills.
Va redactar amb Estébanez Calderón el periòdic Cartas Españolas i en el període comprès entre 1845 i 1850 es va dedicar a l'Ajuntament de Madrid com a regidor. El seu Proyecto de mejoras generales, llegit en la sessió de la Corporació municipal el dia 23 de maig de 1846, va suposar una autèntica remodelació del Madrid de l'època. Anys més tard va redactar noves Ordenanzas municipales que van regir força temps.
Empra un to nostàlgic i emotiu, per deixar constància d'un món que desapareix amb la modernitat. Les seves descripcions tenen per tant trets elegíacs i es basen en els tòpics. Va treballar com a bibliotecari i va viatjar per Europa per contrastar els tipus dels seus llibres amb la gent d'altres ciutats. Políticament era conservador, i això el va enfrontar a altres romàntics com Espronceda.
Després va iniciar una intensa activitat literària: va fer edicions dels dramaturgs contemporanis i posteriors a Lope de Vega i Rojas Zorrilla per la Biblioteca de Autores Españoles, i va ser cronista oficial a partir del 15 de juliol de 1864. També va col·laborar a El Indicador de las Novedades, El Correo Literario y Mercantil, Cartas Españolas, Revista Española, Diario de Madrid i en la revista Semanario Pintoresco Español, del qual en fou fundador.
Va ingressar en la Reial Acadèmia Espanyola el 3 de maig de 1838 com a acadèmic honorari i el 25 de febrer de 1847 com a membre de nombre. Va ser un actiu ateneísta i bibliotecari nomenat a perpetuïtat per l'Ajuntament, que més tard va comprar la seva biblioteca per 70 000 rals.
Veí de la plaça de Vázquez de Mella, del seu inicial liberalisme va evolucionar al conservadorisme que es percep en les seves Memorias de un Setentón, natural y vecino de Madrid (1880).

## Obra
- Mis ratos perdidos o ligero bosquejo de Madrid en 1820 y 1821, Madrid, Imp. de Don Eusebio Álvarez, 1822.
- Manual de Madrid. Descripción de la Corte y de la Villa, Madrid, 1831.
- Panorama matritense: cuadros de costumbres de la capital observados y descritos por un curioso parlante, Madrid, Imprenta de Repullés, 1835.
- Recuerdos de viaje por Francia y Bélgica en 1840 y 1841, Madrid, 1841.
- Escenas y tipos matritenses, Madrid, 1851.
- Nuevo manual histórico-topográfico-estadístico, y descripción de Madrid, Madrid, 1854.
- El antiguo Madrid, Madrid, 1861.
- Memorias de un setentón, natural y vecino de Madrid, Madrid, Oficinas de la Ilustración Española y Americana, 1880.
- Obras jocosas y satíricas de El Curioso Parlante (1832-1842), Madrid, 1881.
- Tipos y caracteres: bocetos de cuadros de costumbres: (1843 a 1862), Madrid, 1881.